# 스카이 크롤러
스카이 크롤러(일본어: スカイ・クロラ, The Sky Crawlers)는 일본에서 제작된 오시이 마모루 감독의 2008년 애니메이션, 모험, 드라마, 액션 영화이다. 키쿠치 린코 등이 주연으로 출연하였다.

## 출연

### 주연
- 키쿠치 린코
- 쿠리야마 치아키
- 타니하라 쇼스케
- 카세 료

## 제작진
- 원작자: 모리 히로시
- Line PD: 카와구치 토루
- 사운드디자인: 랜디 돔